# Moussan
Moussan är en kommun i departementet Aude i regionen Occitanien  i södra Frankrike. Kommunen ligger  i kantonen Narbonne-Ouest som ligger i arrondissementet Narbonne. År 2022 hade Moussan 2 079 invånare.

## Befolkningsutveckling
Antalet invånare i kommunen Moussan
Referens: INSEE